# HD63795
HD63795 — хімічно пекулярна зоря спектрального класу F3, що має видиму зоряну величину в смузі V приблизно  8,0.
Вона  розташована на відстані близько 809,3 світлових років від Сонця.